# Csilla Nagy
Csilla Nagy, coniugata Bartáné (Mezőhegyes, 8 giugno 1953 – 29 marzo 2012), è stata una cestista ungherese.

## Carriera
Con l'Ungheria ha disputato i Campionati europei del 1978, segnando 19 punti in 4 partite.